# Vester Hjermitslev
Vester Hjermitslev er en by i Vendsyssel med 339 indbyggere  (2024), beliggende 14 km syd for Løkken, 12 km vest for Brønderslev, 12 km nordøst for Pandrup og 18 km nord for kommunesædet Aabybro. Byen hører til Jammerbugt Kommune og ligger i Region Nordjylland. I 1970-2006 hørte byen til Pandrup Kommune.
Vester Hjermitslev hører til Vester Hjermitslev Sogn. Vester Hjermitslev Kirke ligger i den nordlige ende af byen.

## Faciliteter
- Byens Forenings- og Kulturhus Lunden blev åbnet i 2004 efter 10 års planlægning, projektudvikling og byggeri. Huset har idrætshal, cafe og mødelokale, der kan rumme hhv. 100, 50 og 30 personer. Vester Hjermitslev Boldklub er hovedbruger af Lunden og hjælper grupper og enkeltpersoner med at gennemføre aktiviteter. Huset er hjemsted for Lundens Ungdomsklub og andre foreninger, og lokalerne lejes ud. Tidligere lejede man ikke hallen ud til private fester for at undgå konkurrence med den lokale kro.
- Vester Hjermitslev Kro, der havde lokaler til selskaber på op til 130 personer, lukkede dog pludseligt i august 2018.[2] Kroens køkken er nu hjemsted for en kok, der leverer mad ud af huset og bl.a. tilbyder frokostordning for virksomheder.[3]
- Byens folkeskole blev lukket i juni 2014, så eleverne måtte til Saltum Skole. Den driver børnehave og vuggestue både i Saltum og i Vester Hjermitslev.[4]
- Blandt byens foreninger kan nævnes borgerforeningen, pensionistforeningen, kvindeklubben og jagtforeningen.
- I september 2018 blev det besluttet at udleje det tidligere Vester Hjermitslev Plejecenter til EKKOfonden, hvor det nu danner rammen om 12 særligt tilrettelagte botilbud i fondens afdeling Alternativet.[5]

### Lægehelikopter
- I 2020 forventes det, at byen bliver hjemsted for den nordjyske akutlægehelikopter. En analyse har vist, at dette område rummer en række fordele, som bl.a. omfatter tilgængeligheden til det øvrige Nordjylland, samt at der ikke er nærliggende høje konstruktioner, som kan forstyrre flyvningen. Etableringen af en heliport forudsætter en ændring af den gældende lokalplan, hvilket forventes at være gennemført i foråret 2020, så selve byggeriet kan stå færdigt inden årets udgang. Forventningen er, at der vil blive gennemført ca. 1.500 årlige flyvninger.[6]

## Historie

### Landsbyen
I 1901 beskrives Vester Hjermitslev således: "Vester-Hjermeslev, ved Landevejen, med Kirke, Skole (fælles for Hjermeslev og Alstrup S.), Forsamlingshus (opf. 1894), Købmandsforretn., Andelsmejeri (Fælleshaab) og Telefonstation." Kroen er altså kommet til senere. Målebordsbladene bruger også stavemåden Hjermeslev.

### Stationsbyen
Vester Hjermitslev fik station på Hjørring-Løkken-Aabybro Jernbane (1913-63). Stationen hed bare Hjermitslev, selvom Øster Hjermitslev ligger 7 km øst for Vester Hjermitslev. Stationen havde 207 m krydsningsspor og 114 m læssespor med svinefold, hvorfra der var ugentlige transporter til slagteriet. Stationsbygningen er bevaret på Krostien 5.

### Folketal i banens tid
| 1916 | 1921 | 1925 | 1930 | 1935 | 1940 | 1945 | 1950 | 1955 | 1960 | 1965 |
| ---- | ---- | ---- | ---- | ---- | ---- | ---- | ---- | ---- | ---- | ---- |
| 222  | 324  | 343  | 323  | 364  | 344  | 348  | 387  | 399  | 402  | 403  |

## Biogas
Byen har haft et biogasanlæg, der producerede varme til Vester Hjermitslev Varmeværks 160 tilknyttede husstande. Det var et af de første biogasanlæg, der blev bygget i Nordeuropa. Vester Hjermitslev Energiselskab, der drev anlægget, gik konkurs i 2014 med betydeligt tab for kommunen, der havde stillet garanti.. Varmeværket købte i stedet et biomasseanlæg, der fyrer med træpiller.

## Oasen
Borgerforeningen ejer det 4½ tønder land store naturområde Oasen mellem Lunden og byens "torv" på hjørnet af Ingstrupvej/Assenbækvej. Midt i området er der gravet en sø, og jorden herfra er brugt til kælkebakke. Desuden er der multibane, petanquebane, 2 shelters, bålplads og to pavilloner. Endelig har man genoplivet det historiske bystævne, hvor hver gårdejer sad på sin egen sten med gårdens navn, når der skulle træffes beslutninger.
- Indgang fra Lunden
- Søen og shelter
- Søen og kælkebakken
- Bystævnet
- Torvet med mindesten

## Kendte personer
- Thomas P. Hejle (1891-1952) – teater- og filmmand, der bl.a. startede Dansk Skolescene og blev leder af Statens Filmcentral. Han er begravet på byens kirkegård og har fået en vej i byen opkaldt efter sig. Der er rejst en mindesten for ham på torvet.